# Marty Meehan
Martin Thomas Meehan (nascido em 30 de dezembro de 1956) é um administrador acadêmico, político e advogado americano. Desde julho de 2015, Meehan atua como presidente da Universidade de Massachusetts depois de servir como Chanceler da Universidade de Massachusetts Lowell desde setembro de 2007.
Meehan, um democrata, serviu na Câmara dos Representantes dos Estados Unidos de 1993 a 2007 como representante do 5º distrito congressional de Massachusetts.

## Vida e educação
Meehan nasceu em Lowell, Massachusetts, um dos sete filhos de Martin T. Meehan (m. 2000), um compositor do The Lowell Sun e Alice (Britton) Meehan (m. 2008). Ele se formou na Lowell High School em 1974.
Meehan estudou na Universidade de Massachusetts Lowell, graduando-se em Cum Laude em 1978 com um bacharelado em Educação e Ciência Política. Em 1981, Meehan formou-se na Universidade de Suffolk com mestrado em Administração Pública, e um Juris Doctor pela Suffolk University Law School em 1986. Ele recebeu diplomas honorários do American College of Greece, Suffolk University, Green Mountain College em Vermont, e Shenkar College of Engineering & Design em Israel.